# Mekhadma
Mekhadma (em árabe: مخادمة) é uma cidade e comuna localizada na província de Biskra, Argélia. Segundo o censo de 2008, a população total da cidade era de 5 425 habitantes.